# Grand Prix of Wales
Le Grand Prix of Wales (littéralement Grand Prix du Pays de Galles) est une course cycliste féminine qui s'est tenue une unique fois en 2005 à Newport. Elle fait alors partie de la Coupe du monde. C'est d'ailleurs la seule épreuve de Coupe du monde organisée en Grande-Bretagne. 

## Histoire
La course apparait alors que la Galloise Nicole Cooke a déjà gagné une Coupe du monde en 2003. Les organisateurs de la course taille le circuit sur mesure pour la championne locale avec des montées raides. Nicole Cooke souffre cependant du genou fin juillet de doit renoncer à participer. Elle subit une opération dans la foulée.

## Palmarès
| Année | Vainqueur    | Deuxième          | Troisième   |
| ----- | ------------ | ----------------- | ----------- |
| 2005  | Judith Arndt | Susanne Ljungskog | Oenone Wood |